# Lophiocharon
Lophiocharon es un género de peces de la familia Antennariidae, del orden Lophiiformes. Habita en el Océano Índico y la parte occidental del Océano Pacífico.
Esta especie marina fue descubierta por Gilbert Percy Whitley en 1933.

## Especies
Especies reconocidas:
- Lophiocharon hutchinsi Pietsch, 2004
- Lophiocharon lithinostomus D. S. Jordan & R. E. Richardson, 1908
- Lophiocharon trisignatus J. Richardson, 1844

### Lectura recomendada
- Eschmeyer, William N., ed. 1998. Catalog of Fishes. Special Publication of the Center for Biodiversity Research and Information, no. 1, vol 1-3. 2905.